# Francesco Maria De Benedictis
Francesco Maria De Benedictis (Guardiagrele, 31 dicembre 1800 – Milano, 31 dicembre 1872) è stato un pittore italiano.

## Biografia
De Benedictis nacque in Abruzzo da Filisdeo e Concetta Di Sciascio.
Fu allievo del pittore anch'esso di Guardiagrele Niccolò Ranieri (Nicola Felice Bonaventura Ranieri da Guardiagrele) (1749 - 1850) presso lo studio nel convento dei Cappuccini, e con l'amico Ferdinando Palmerio, anche egli di Guardiagrele, contribuì a creare una sorta di "scuola pittorica di Guardiagrele" dell'800, i cui intenti erano quelli di diffondere una nuova ventata di classicismo nel chietino e nell'aquilano, mediante i modelli del barocco.
Niccolò Ranieri prendeva come spunto varie incisioni realizzate nelle accademie napoletane per la formazione di pittori, tuttavia si ispirava palesemente anche alle tele della classicità, anche agli affreschi raffaelliani, seppur con esiti non sempre felici per la resa delle forme e del disegno, e per la immancabile assenza di doppia dimensione tra le scenografie realizzate (ampi piazzali, porticati, colonnati ecc.) e i personaggi ritratti. Ranieri, Palmerio e De Benedictis affrescarono e dipinsero tele quasi sempre a carattere religioso, per committenza di parrochi di varie chiese del chietino, del pescarese, e dell'aquilano; raramente realizzarono qualche ritratto privato o soggetti non religiosi.
Ranieri diventerà poi il maestro del chietino Francesco Paolo Marchiani, a sua volta sarà maestro del celebre Francesco Paolo Michetti.
I lavori del De Benedictis sono da ricondurre in piccoli paesi del chietino, perlopiù tele di spunto sacro di imitazione del maestro, nonché d'ispirazione ai modelli di Luca Giordano e Francesco Solimena, cui era scrupoloso nello stare attento nell'imitare, ma ad un certo punto imitò anche Guido Reni. Fu amico degli artisti Giovanni Santarelli e Federico Ferrari.
La sua arte, a differenza delle città maggiori d'Abruzzo dove venivano chiamati spesso artisti più attrezzati di Napoli e della Lombardia, trovò posto nei paesetti di Orsogna, Guardiagrele, Filetto, Villa Santa Maria, Torino di Sangro, Casalincontrada.
Morì il giorno del suo 72º compleanno.

## Periodi della sua carriera
- Influenza del maestro Niccolò Ranieri, lo si vede nella prima opera accertata: "Trasfigurazione" presso la chiesa madre di Fara Filiorum Petri (1820); i personaggi sono raccolti, con panneggi molto vividi, in contemplazione di Cristo; tuttavia si evidenziano le problematiche dovute alla limitatezza e alla legnosità dei personaggi del Ranieri.
- Influenza del Barocco napoletano; evidente nella "Madonna del Rosario con San Domenico e Santa Caterina", presso la chiesa madre di Fara Filiorum Petri, dove si vedono chiare influenze napoletane di Guido Reni[2].
- Influenza del movimento classicista, riprendendo gli schemi utilizzati nel periodo di Niccolò Ranieri.
- Periodo della maturità artistica, ritorno al Barocco napoletano.

## Opere principali
- Trasfigurazione, Fara Filiorum Petri, Chiesa del Santissimo Salvatore, 1820,
- Santa Filomena, Casalincontrada, chiesa di Santo Stefano, 1835
- Salomone e la Regina di Saba, ibidem, 1843
- Commemorazione di Tutti i Defunti, Guardiagrele, Duomo di Santa Maria, completamento del dipinto iniziati dal Ranieri
- Ultima Cena / Presentazione di Gesù al Tempio  - Cristo caccia i mercanti dal Tempio, Villa Santa Maria, Chiesa di San Nicola di Bari, 1844,
- Scene della vita di Cristo in affresco, Bucchianico, chiesa del Purgatorio, 1846
- Madonna con Bambino e i santi Biagio e Giacinto, Casoli, Chiesa di Santa Maria Maggiore, 1848,
- Leda e il cigno, Guardiagrele, palazzo Vitacolonna, collezione privata, 1849,
- San Michele Arcangelo combatte Satana / Educazione di Maria (navate laterali), Atessa, Duomo di San Leucio, 1854,
- Miracolo di San Donato / Educazione di Maria - Gloria di Sant'Aldemario patrono, Bucchianico, Chiesa madre di Sant'Urbano, 1855 ca.,
- Volta dei Quattro Evangelisti nel Tetramorfo, Carunchio, chiesa madre di San Giovanni battista, 1857,
- Quadro dei Sacri Cuori di Gesù e Maia per la navata laterale, San Salvo, chiesa madre di San Giuseppe, 1859,
- San Nicola da Tolentino intercede presso la Vergine, Guardiagrele, Chiesa di San Nicola di Bari,  1859,
- Crocifissione per altare laterale, Guardiagrele, Duomo di Santa Maria Maggiore, 1860 ca.,
- Madonna di Loreto, Orsogna, chiesa di San Nicola di Bari, 1861,
- Episodi della vita di San Francesco, Orsogna, Convento francescano dell'Annunziata 1861,
- Battesimo di Cristo, Palmoli, convento di Santa Maria delle Grazie,  1862 ca.,
- Fuga in Egitto / Annunciazione  / Sant'Alfonso dei Liguori, Torino di Sangro, chiesa della Madonna Lauretana, 1863 ca.,
- Apparizione di Gesù Bambino a Sant'Antonio / Sant'Antonio di Padova, Casacanditella, chiesa di San Nicola a Semivicoli,  1865 ca.,
- San Donato, San Francesco di Paola e San Sebastiano / Visitazione / Madonna con Bambino e i Santi Michele Arcangelo e Gerolamo, Torrebruna, chiesa madre della Trasfigurazione di Cristo ,  1868 ca.,
- Maria Santissima dell'Elcina, Abbateggio, santuario della Madonna dell'Elcina, 1869,
- Natività di Gesù / Giudizio Universale, Filetto, Chiesa della Madonna della Libera, 1870,
- L'adorazione dei Magi / Pentecoste / Madonna dell'Assunta con San Nicola, San Luigi Gonzaga / Martirio di San Sebastiano, Villa Santa Maria, Chiesa di Santa Maria in Basilica, 1870,
- San Francesco di Paola e la Madonna Immacolata / Pietà, Picciano, Chiesa di Santa Maria del Soccorso, 1870,
- Tentazioni di Sant'Antonio abate, Fara Filiorum Petri, Chiesa di Sant'Antonio abate, 1870,
- Miracolo di San Rocco contro la peste, Casalincontrada, Chiesa della Madonna delle Grazie, 1870.